# Call of the Flesh
Call of the Flesh é um filme musical americano pré-código de 1930 dirigido por Charles Brabin. O filme é estrelado por Ramon Novarro, Dorothy Jordan e Renée Adorée. Apresentava várias músicas interpretadas por Novarro e originalmente incluía uma sequência fotografada em Technicolor.

## Elenco
- Ramon Novarro como Juan de Dios
- Dorothy Jordan como Maria Consuelo Vargas
- Ernest Torrence como Esteban
- Nance O'Neil como Madre Superiora
- Renée Adorée como Lola
- Mathilde Comont como La Rumbarita
- Russell Hopton como Capitão Enrique Vargas
- Sidney D'Albrook como policial (sem créditos)
- Julia Griffith como Dowager Empress Opera Spectator (sem créditos)
- Fred Hueston como Opera Spectator (sem créditos)
- Lillian Lawrence como Freira (sem créditos)
- Adolph Milar como policial (sem créditos)
- Leo White como Assistente do Empresário (sem créditos)
- Frank Yaconelli como Vendedor de Frutas (sem créditos)